# Psittacodrillia bairstowi
Psittacodrillia bairstowi é uma espécie de gastrópode do gênero Psittacodrillia, pertencente a família Horaiclavidae.